# 闵行博物馆
闵行博物馆，位于上海市闵行区七宝镇新镇路1538号（闵行文化公园三期地块内），毗邻上海海派艺术馆、宝龙美术馆，是以展示马桥古文化和中国民族乐器为主的国家三级博物馆。

## 历史
闵行博物馆前身是闵行区文物陈列室，建于1958年11月，原名上海县博物馆，设于闵行工人俱乐部内。1961年，因闵行地区划归徐汇区，上海县博物馆搬往莘庄。文化大革命期间，文化馆、图书馆、博物馆三馆合一，文物工作由上海县文化馆领导。1980年秋，上海县文化馆设立文物室，地址设在莘庄镇莘建路237号。1986年8月，文物室搬往莘松路378号的县文化馆新馆西大楼二楼。1993年3月，上海县建制撤销，上海县文物陈列室更名闵行区文物陈列室。

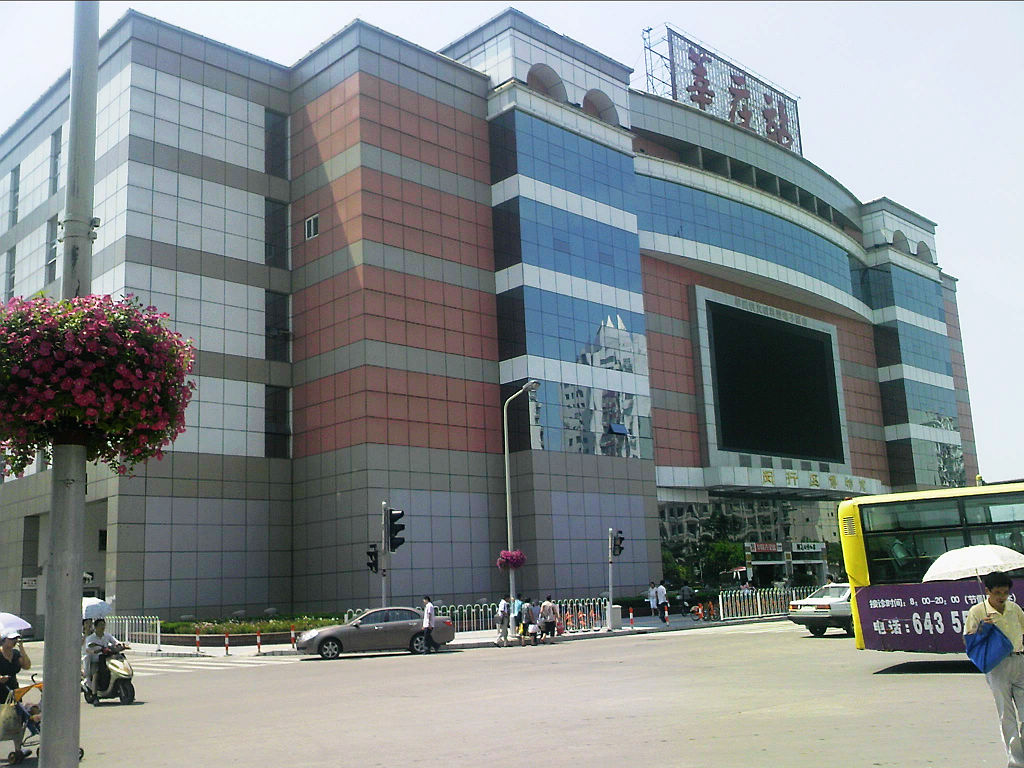
图为已拆除的莘庄地铁站裙楼，其正门通往原闵行博物馆

2002年5月，闵行博物馆开始筹备新馆址。2003年，闵行博物馆位于莘建东路255号的莘庄地铁站上方的馆址建成，总建筑面积4200平方米，展览面积1920平方米。莘建东路馆址有两个主要展厅。在马桥古文化陈列馆中，展出马桥遗址出土的200多件器物，分别属于良渚文化、马桥文化、春秋战国至唐宋元时期，展示了上海古海岸线上的原始文明；而中国民族乐器陈列馆展厅中陈列有300余件古今乐器，分为“气鸣、弦鸣、体鸣、膜鸣”四大系列共100多种，介绍了中华民族乐器的分类和发展，还介绍了乐器发声原理等科学知识。

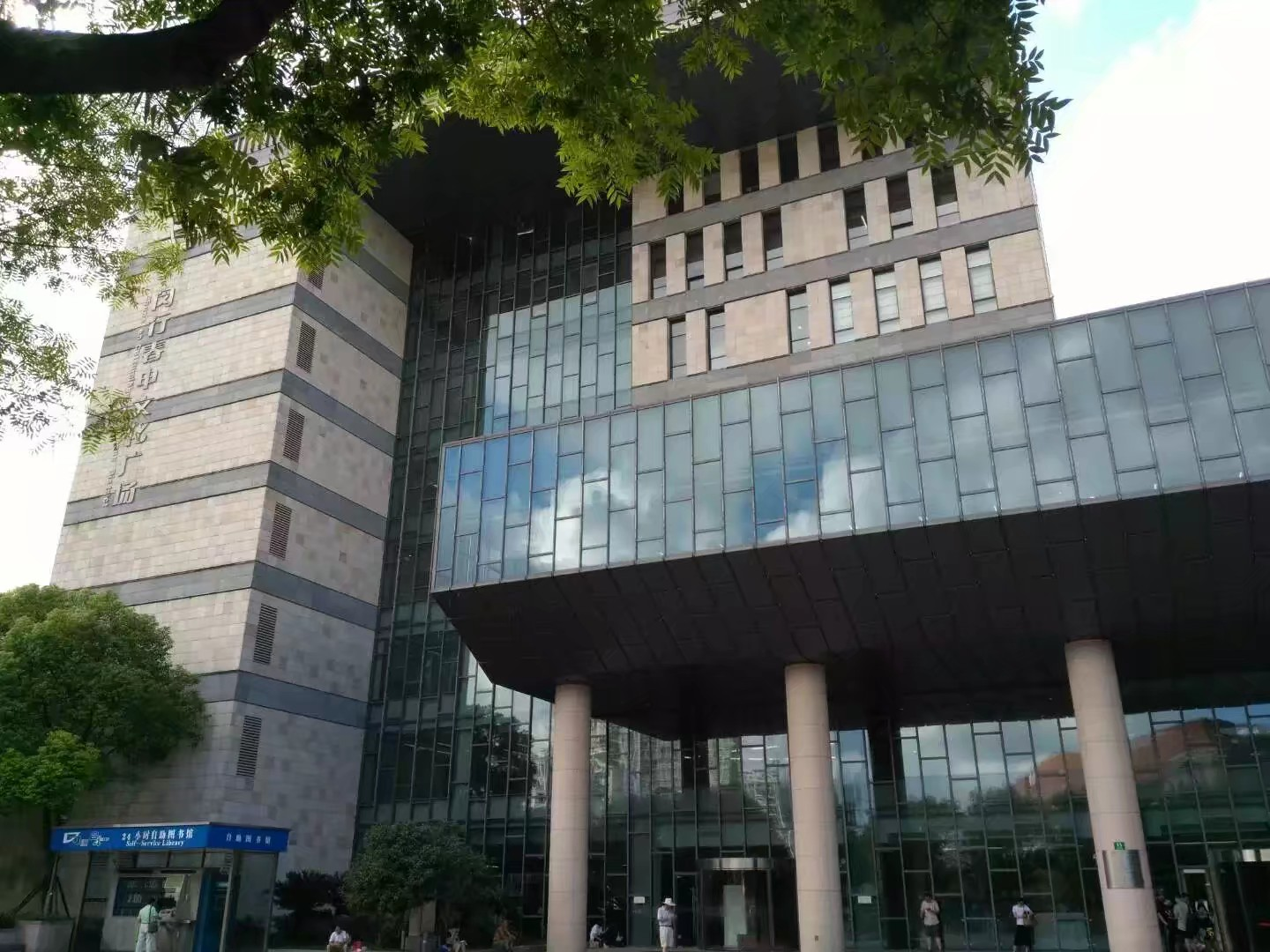
名都路85号，闵行区图书馆、档案馆、博物馆大门

2010年起，闵行博物馆搬入位于闵行区春申文化广场的名都路85号二楼临时馆址。2012年，闵行博物馆新馆项目正式开工。2019年1月19日，其位于新镇路的新馆址正式开放，展厅总面积达5400平方米。

## 设展
闵行博物馆将设“上海县七百年展”“马桥文化展”“中国民族乐器文化展”等，其中，马桥文化展厅展出了距今3900~3200年前马桥文化时期的150余件器物。并设置“互动魔墙”文物查询互动屏幕、“敦煌乐舞”多媒体秀场、“族乐锦绣”多媒体投射互动区等互动式展示项目。

## 备注
- 根据中华人民共和国国家文物局公布的《2016年全国博物馆名录》显示，闵行博物馆还下辖张充仁纪念馆[1]。